# Bosjean
 Bosjean  es una población y comuna francesa, en la región de Borgoña, departamento de Saona y Loira, en el distrito de Louhans y cantón de Saint-Germain-du-Bois.

## Demografía
| 519 | 417 | 339 | 275 | 292 | 285 |
| Para los censos de 1962 a 1999 la población legal corresponde a la población sin duplicidades (Fuente: INSEE [Consultar]) |     |     |     |     |     |